# Jean de Robersart
Jean de Robersart, aussi appelé John Robessart (en anglais) ou Johannes Robsard, fut sire d'Escaillon (maintenant Écaillon) et de Bruille (département du Nord).

## Biographie
Né vers 1372, Jean de Robersart, seigneur d'Escaillon et de Bruilles, est le fils de Thierry de Robersart, ou Canon Robessart pour les Anglais et de Jeanne de Padille, et le frère ainé de Loys de Robersart. Il prend part côté anglais à la guerre de Cent Ans et sera au service de Richard II puis d'Henri IV. Il devient un des principaux commandants sous Henri V et Henri VI. Il est naturalisé la deuxième année du règne d'Henri VI. En 1417, il est décoré de l'ordre de la Jarretière, dont il est le 130e membre.
En 1419, le roi d'Angleterre lui donne en Normandie, la baronnie de Saint-Sauveur-le-Vicomte et de Néhou confisquée sur la famille d'Ivry, ainsi que la seigneurie d'Auvers, possession de Jean d'Harcourt.
Durant l'occupation anglaise de la Normandie, il occupe plusieurs offices dont ceux de maître enquêteur et général réformateur des eaux et forêts de Normandie, de capitaine de Saint-Lô en 1438, de Carentan de 1441 à 1443 et de Valognes en 1448.
En 1420, il enlève la duchesse Jacqueline, comtesse de Hainaut, pour la conduire en Angleterre. 
Mort en 1450, sa pierre tombale se trouve à Christ Church à Londres avec l'inscription suivante : Hic jacet strenuus vir Dom. Johannes Robsard Valens miles in armis, qui obiit 24 die decembris A.D 1450.